# Coo Clinch
Pour les articles homonymes, voir Clinch.
Pas d'image ? Cliquez ici

a Compétitions nationales et continentales officielles uniquement.

b Matchs officiels uniquement.
Andrew Daniel Clinch, plus connu comme Coo Clinch, né le 28 novembre 1867 à Dublin et mort le 1er février 1937 dans la même ville, est un joueur de rugby à XV, qui a évolué avec l'équipe d'Irlande au poste d'avant.

## Biographie
Coo Clinch dispute son premier test match le 20 février 1892 contre l'équipe d'Écosse. Son dernier test match fut contre l'équipe d'Écosse le 20 février 1897. Coo Clinch a remporté le Tournoi britannique de rugby à XV 1896. Il a joué quatre test matchs avec les Lions britanniques en 1896 en Afrique du Sud.

## Palmarès
- Vainqueur du tournoi en 1896

## Statistiques

### En équipe nationale
- 10 sélections en équipe nationale
- Sélections par années : 1 en 1892, 1 en 1893, 3 en 1895, 3 en 1896, 2 en 1897
- Tournois britanniques disputés : 1892, 1893, 1895, 1896, 1897

### Avec les Lions britanniques
- 4 sélections avec les Lions britanniques
- Sélections par année : 4 en 1896 (en Afrique du Sud)